# Lady Godiva
Godiva, Grofica Mercie (umrla med letoma 1066 in 1086), v stari angleščini Godgifu (božji dar), je bila angleška plemkinja, ki je po legendi, ki sega vsaj v 13. stoletje, po ulicah mesta Coventry jezdila gola – pokrita samo s svojimi dolgimi lasmi – da bi dosegla oprostitev zatiralskega davka, ki ga je svojim zakupnikom naložil njen mož. Ime »kukajoči Tom« (angleško Peeping Tom) izvira iz poznejše legende, po kateri jo je pri ježi opazoval mož po imenu Tom, ki je zato oslepel ali umrl.